# Ондрушек, Франтишек
Франтишек Ондрушек (чеш. František Ondrúšek; 4 марта 1861, Бистршице-под-Гостинем, Моравия, Австрийская империя — 3 апреля 1932, там же, Чехословакия) — чешский живописец, портретист.

## Биография
Родился в семье бедного сапожника.
Обучался в академиях изобразительных искусств в Праге (1879), Вене (1881—1883), Мюнхене (1883—1886, 1888—1899) и Венеции (1887). Окончил университет.
Вместе с К. Дворжаком , Л. Марольдом, А. Мухой, Я. Вешиным и другими основал в Мюнхене группу чешских графиков Škréta. В 1920 году вернулся на родину.

## Творчество
Ф. Ондрушек — видный чешский художник-портретист, график, дизайнер, в свое время был очень популярным автором портретов многих исторических деятелей, в том числе, короля Баварии, первого президента Чехословацкой Республики Т. Масарика, композитора Л. Яначека, художников Л. Марольда и Ф. Рубо, поэта Я. Врхлицкого, архитектора Й. Главка, архиепископа Л. Пречана и многих других.

## Галерея

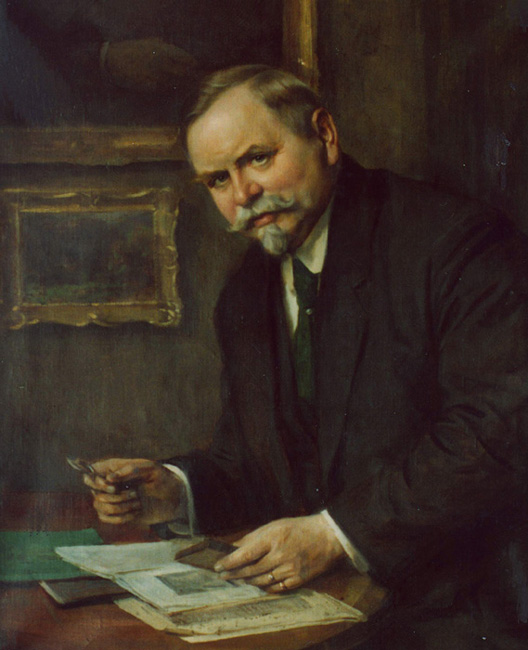
Портрет строителя Остравы Франтишека Юречека (1923)
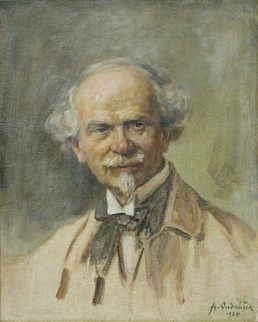
Портрет художника Богумира Яронки
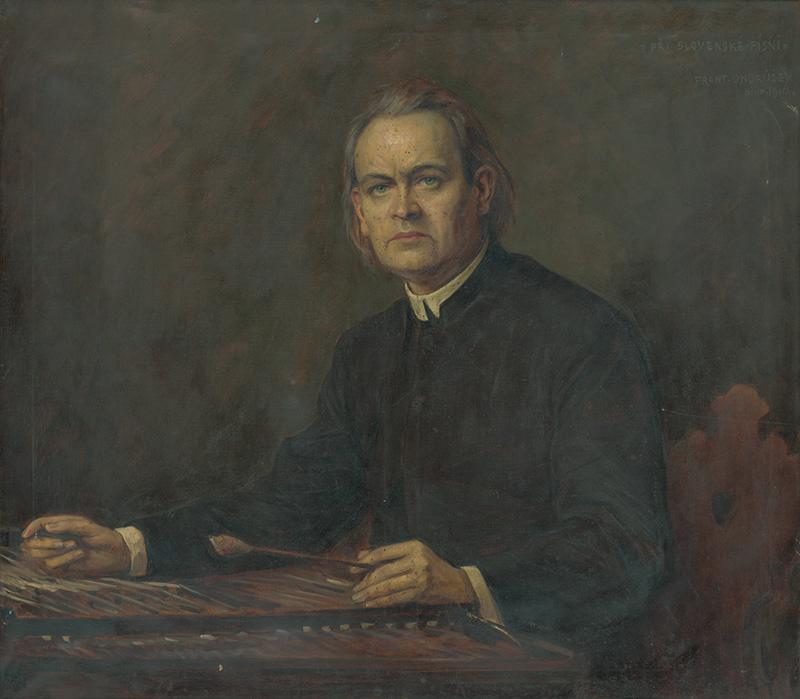
Портрет доктора Колиски (1916)
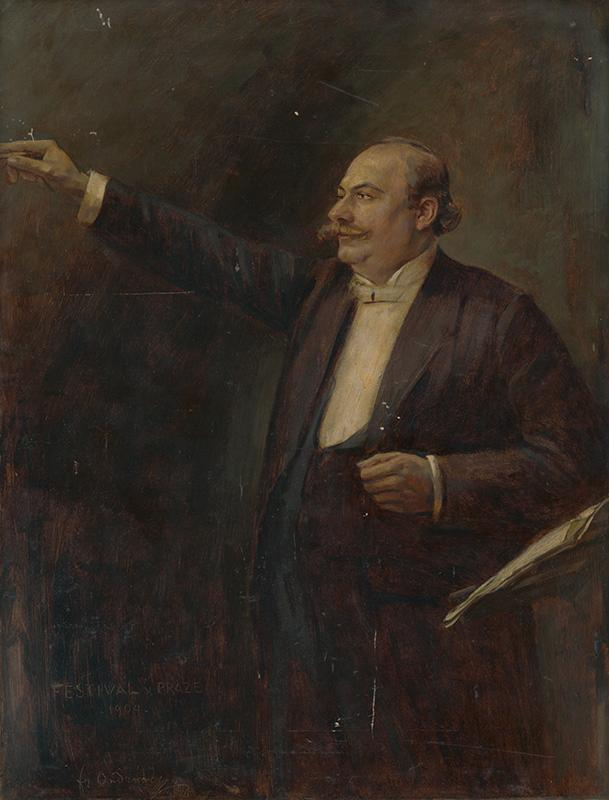
Портрет Оскара Недбала (1904)
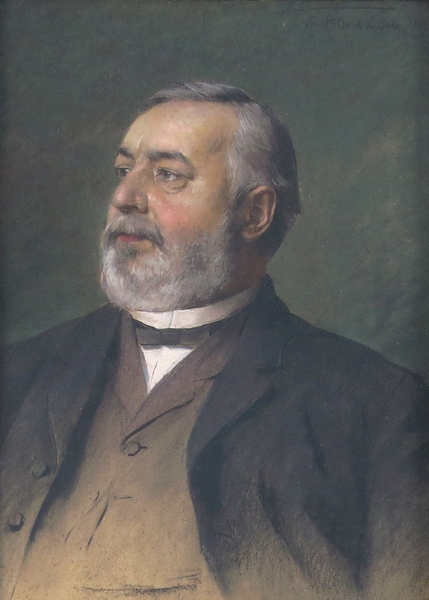
Мужской портрет (1891)
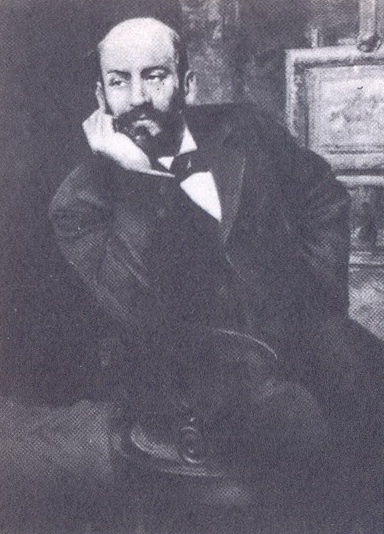
Портрет художника Франца Рубо
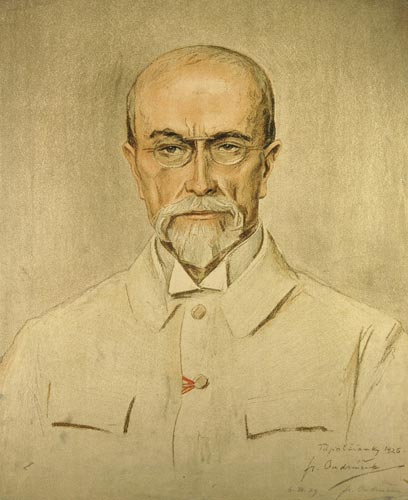
Портрет президента Т. Масарика (1926)